# Xadrikha
Xadrikha (en rus: Шадриха) és un poble (un possiólok) de l'óblast de Novossibirsk, a Rússia, que en el cens del 2010 tenia 41 habitants, pertany al districte de Novossibirsk.